# Моляльність
Моля́льність (рос. моляльность, англ. molality, нім. Molalität f, Kilogramm-Molalität f, molale Konzentration f) — концентрація моляльна, кількість речовини в молях, розчиненої в 1 кг розчинника (моль/кг).